# Воинские формирования Индейской территории в армии Конфедерации
Воинские формирования Индейской территории в армии Конфедерации (англ. Confederate units of Indian Territory) во время американской гражданской войны состояли из индейцев «пяти цивилизованных племен»: чероки, чикасо, чокто, крики и семинолов. 1-й черокский кавалерийский полк находился под командованием высшего по рангу индейца-офицера, бригадного генерала Стэнда Уэйти, который так же стал последним генералом Конфедерации, капитулировавшим перед федеральной армией.

## Чероки

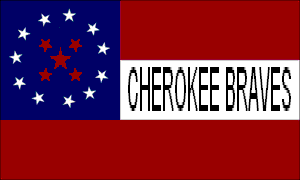
Флаг 1-го черокского кавалерийского полка

- 1-й черокский кавалерийский полк (Cherokee Mounted Rifles)
- 1-й черокский добровольческий кавалерийский полк (Regiment of Cherokee Mounted Volunteers)
- 2-й черокский добровольческий кавалерийский полк
- 1-й черокский батальон рейнджеров (Cherokee Battalion of Partisan Rangers)
- 1-й эскадрон черокских добровольцев (Squadron of Cherokee Mounted Volunteers)
- 2-й черокский артиллерийский полк
- 3-й черокский добровольческий кавалерийский полк
- Черокский полк, КША
- Черокский специальный батальон
- Черокский кавалерийский полк Скейлса
- Черокский кавалерийский батальон Мейера
- Черокский пехотный батальон

## Крики
- 1-й крикский кавалерийский батальон Конфедерации
- 1-й крикский добровольческий кавалерийский полк
- 2-й крикский добровольческий кавалерийский полк

## Семинолы
- 1-й семинольский добровольческий кавалерийский батальон
- 1-й семинольский добровольческий кавалерийский полк

## Чикасо
- 1-й пехотный полк чикасо
- 1-й кавалерийский полк чикасо
- 1-й кавалерийский батальон чикасо
- Добровольческий кавалерийский батальон Шекое

## Чокто
- 1-й чокто-чикасо кавалерийский полк
- 1-й кавалерийский полк чокто
- 2-й кавалерийский полк чокто
- 3-й кавалерийский полк чокто
- Полк Денеале
- кавалерийский батальон Фросома
- пехотная рота капитана Джона Уилкинса

## Отряды северного фронтира
(полк. Росвелл Ли)
- 1-й батальон осейджей
- фронтирный батальон майора Джорджа Вашингтона
- батальон Джеймса Купера